# ماتياس شيرز
ماتياس شيرز (بالألمانية: Matthias Scherz)‏ (14 ديسمبر 1971 بروتنبورغ أن در فومه في ألمانيا - ) هو لاعب كرة قدم ألماني في مركز الهجوم. لعب مع فورتونا كولن ونادي سانت باولي ونادي كولن.

## وصلات خارجية
- ماتياس شيرز على موقع قاعدة بيانات كرة القدم.إي يو (الإنجليزية)
- ماتياس شيرز على موقع بيانات كرة القدم. دي إي (الألمانية)
- ماتياس شيرز على موقع عالم كرة القدم.نت (الإنجليزية)